# Manuela Stöberl
Manuela Stöberl, née le 12 juillet 1980 à Donauworth, est une kayakiste allemande pratiquant la descente.

## Palmarès

### Championnats du monde
- 2012 à Mâcot-la-Plagne,  France
  -  Médaille d'or en K1, course classique
  -  Médaille d'or en K1 par équipe, course Sprint
  -  Médaille d'argent en K1 par équipe, course classique
- 2011 à Bratislava,  Slovaquie
  -  Médaille d'or en K1 par équipe, course Sprint
- 2010 à Augsbourg,  Allemagne
  -  Médaille de bronze en K1 par équipe, course classique
- 2008 à Valsesia,  Italie
  -  Médaille d'argent en K1 par équipe, course classique
  -  Médaille de bronze en K1, course classique
  -  Médaille de bronze en K1 par équipe, course Sprint

### Championnats d'Europe
- 2011 à Kraljevo,  Serbie
  -  Médaille d'or en K1 par équipe, course classique
  -  Médaille d'argent en K1 par équipe, course Sprint
  -  Médaille de bronze en K1, course classique
- 2009 à Sondrio,  Italie
  -  Médaille d'or en K1 par équipe, course classique
- 2008 à Ivrée,  Italie
  -  Médaille d'argent en K1 par équipe, course classique
  -  Médaille de bronze en K1 par équipe, course Sprint
  -  Médaille de bronze en K1, course classique
- 2007 à Bihac,  Bosnie-Herzégovine
  -  Médaille d'argent en K1 par équipe, course classique